# Dinkelsbühl

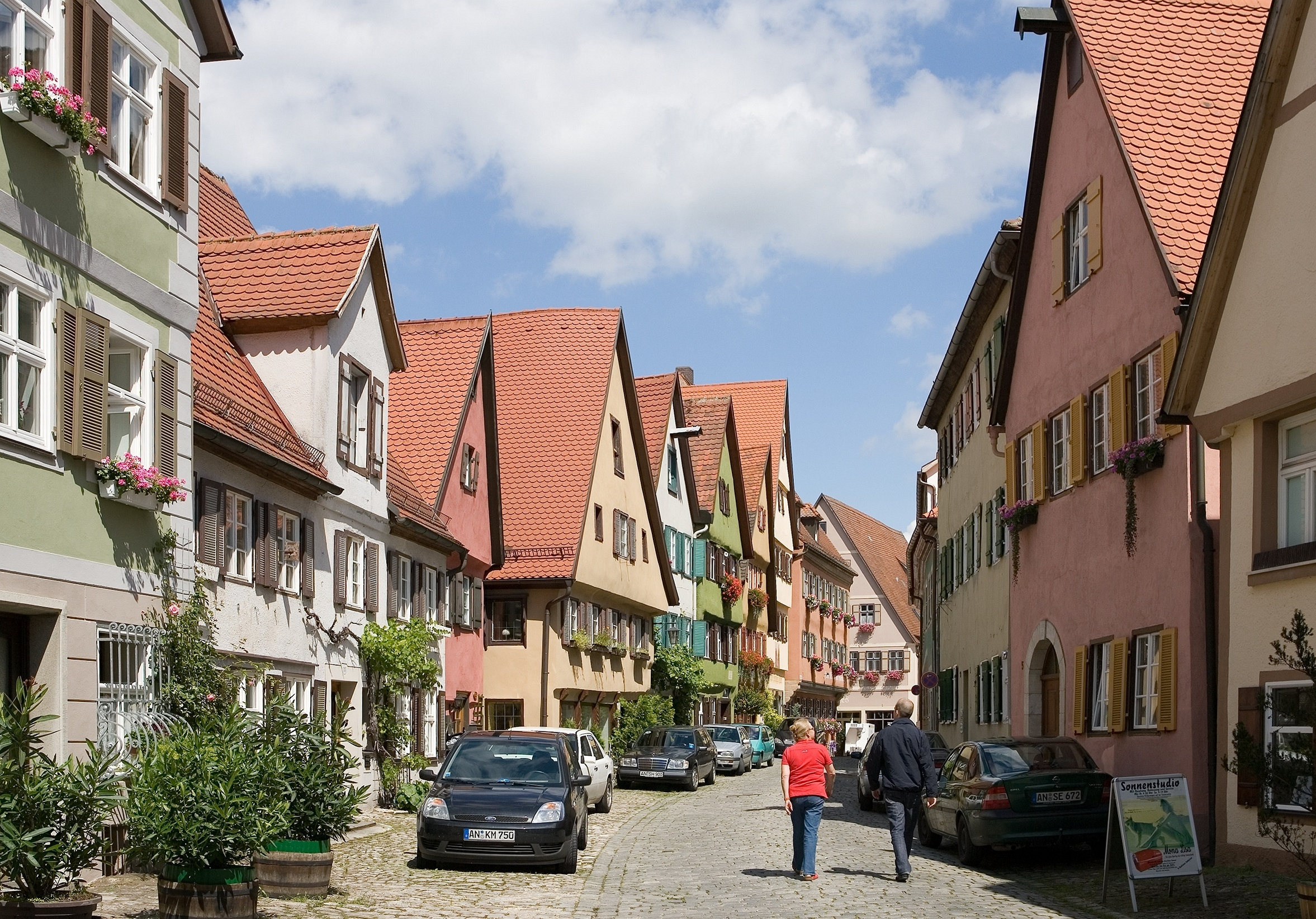
Elsasser Gasse in de binnenstad

Dinkelsbühl is een plaats in de Duitse deelstaat Beieren, gelegen in de Landkreis Ansbach. De stad telt 11.882 inwoners.
Het nog volledig ommuurde stadscentrum van Dinkelsbühl wordt gekenmerkt door middeleeuwse en renaissance gebouwen. Het hotel "Deutsches Haus" is een van de bekendste vakwerkhuizen van Duitsland.
Dinkelsbühl ligt aan de Romantische Straße.
Dinkelsbühl is bekend van het Summer Breeze Open Air-festival, een metalfestival, dat jaarlijks tijdens het derde weekeinde van augustus plaatsvindt.

## Geografie
Dinkelsbühl heeft een oppervlakte van 75,19 km² en ligt in het zuiden van Duitsland.

## Geschiedenis
Dinkelsbühl is waarschijnlijk omstreeks 1180 als stad door de Hohenstaufen gesticht en was een tot de Zwabische Kreits behorende rijksstad binnen het Heilige Roomse Rijk.

## Zustergemeenten
- Edenkoben (Duitsland), sinds 1955
- Porvoo (Finland), sinds 1961
- Guérande (Frankrijk), sinds 1962-1963
- Sighisoara (Roemenië), sinds 2001